# Haunetal
Haunetal é um município da Alemanha, no distrito de Hersfeld-Rotenburg, na região administrativa de kassel, estado de Hessen.
O Vale de Haune está localizado no Vorderrhön entre Bad Hersfeld, a cerca de 13 km, e Hünfeld, a cerca de 14 km. O município estende-se de ambos os lados do Haune inferior . Os 524 m de altura de Stoppelsberg elevam-se acima do município.